# فایتی
فایتی (به لاتین: Fyti) یک منطقهٔ مسکونی در قبرس است که در ناحیه پافوس واقع شده‌است.

## خصوصیات
فایتی  ۱۵۰ نفر جمعیت دارد.